# Paris–Roubaix 1989

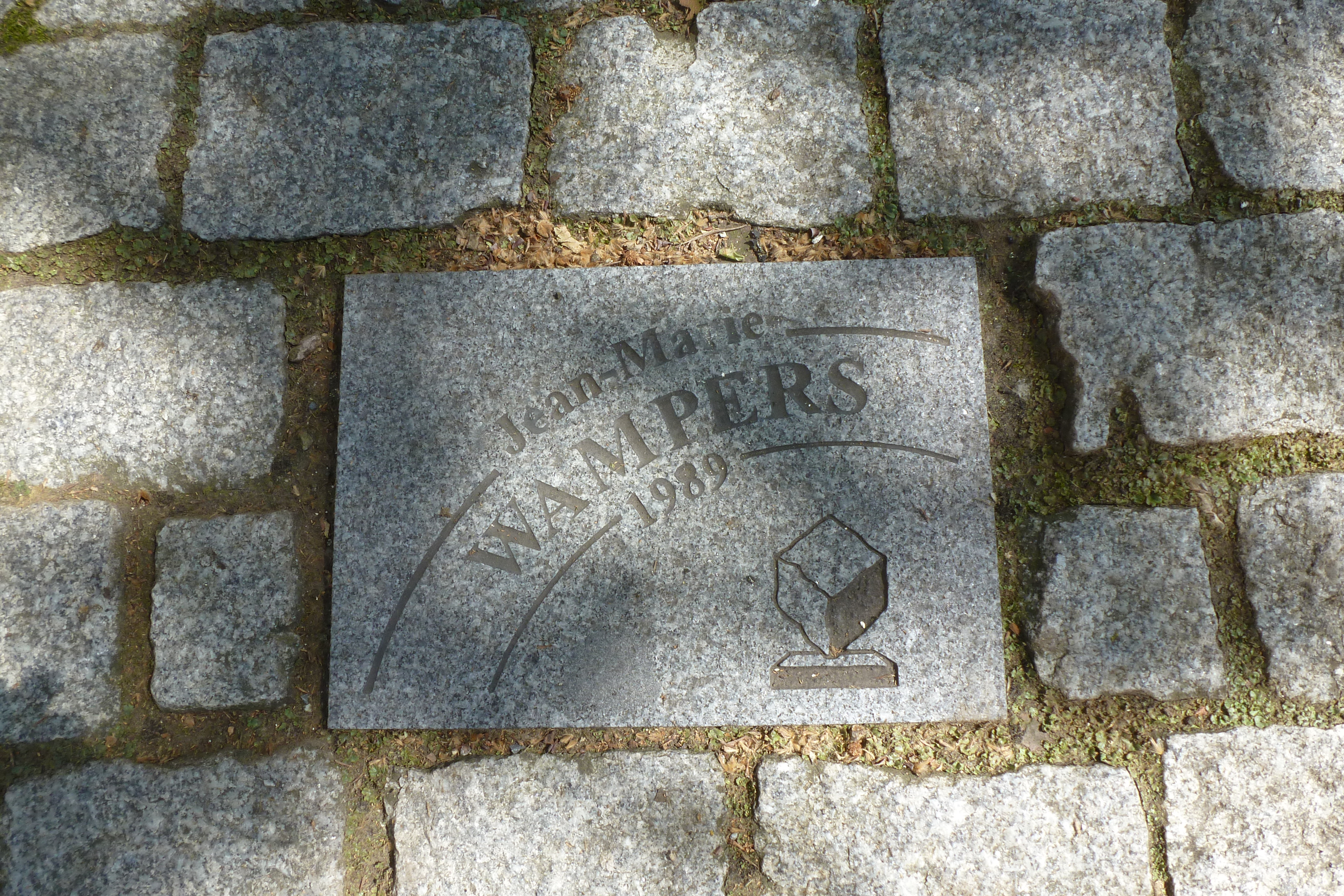
Pflasterstein zu Ehren des Siegers Jean-Marie Wampers auf der Allée Charles Crupelandt in Roubaix

Das Eintagesrennen Paris–Roubaix 1989 war die 87. Austragung des Radsportklassikers und fand am Sonntag, den 9. April 1989, statt.
Das Rennen führte von Compiègne, rund 80 Kilometer nördlich von Paris, nach Roubaix, wo es wieder – nach drei Jahren Unterbrechung – im Vélodrome André-Pétrieux endete. Die gesamte Strecke war 265,5 Kilometer lang. Es starteten 169 Fahrer, von denen sich 57 platzieren konnten. Der Sieger Jean-Marie Wampers absolvierte das Rennen mit einer Durchschnittsgeschwindigkeit von 39,164 km/h.
Vor dem Rennen hatte es geregnet, und die Strecke war rutschig und voller Matsch. 60 Kilometer vor dem Ziel gelang sechs Fahrern ein Ausreißversuch. Dieser Gruppe konnte 43 Kilometer später Dirk De Wolf davonfahren. Wampers holte De Wolf neun Kilometer vor dem Ziel ein und gewann den Zielsprint auf der Radrennbahn.